# Destalinizzazione

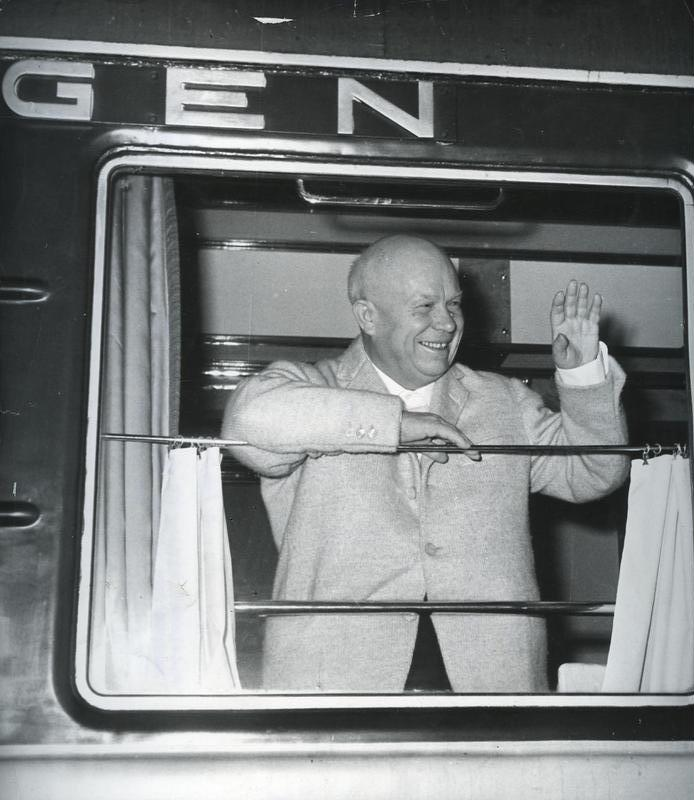
Nikita Chruščёv fu il principale promotore della destalinizzazione

Il termine destalinizzazione indica un insieme di provvedimenti finalizzati al superamento degli effetti del culto della personalità di Stalin, attuati in Unione Sovietica all'indomani della morte di quest'ultimo ('53) e in particolare dopo le dure critiche alla sua politica formulate dal nuovo Primo segretario del Partito Comunista dell'URSS Nikita Chruščëv in occasione del XX (1956) e del XXII Congresso del PCUS (1961). Questo periodo è anche storicamente noto come il disgelo.

## Storia

### I primi provvedimenti
Dopo la morte di Stalin, avvenuta il 5 marzo 1953, si aprì in Unione Sovietica un periodo di guida collettiva, incarnata in una prima fase da Chruščёv, dal Capo del Governo Georgij Malenkov e da Lavrentij Berija, che in qualità di Ministro degli Interni era al vertice della potente polizia politica.
La nuova dirigenza assunse da subito decisioni finalizzate ad alleggerire il sistema repressivo degli anni precedenti, e tra i primi provvedimenti, annunciati da Berija, vi furono un'amnistia per i reati punibili fino a cinque anni, riduzioni di pena per le condanne più lunghe e la proclamazione dell'innocenza degli imputati del cosiddetto "Complotto dei medici". Fu poi lo stesso Berija a rimanere vittima della successiva serie di azioni intraprese in particolare su iniziativa di Malenkov e volte alla riduzione dell'autonomia e del potere della polizia politica.
Il ministro venne arrestato e condannato a morte insieme ad alcuni dei suoi principali collaboratori, mentre vennero destituiti anche molti capi dei servizi di sicurezza a livello delle repubbliche federate od a livello regionale. Questo accese le speranze di coloro che si trovavano nei campi di lavoro, deportati o confinati: con lentezza e senza proclami ufficiali si mise in moto un processo di riabilitazione che portò alla liberazione di numerosi prigionieri, avviando il periodo del disgelo.
Allo stesso tempo furono intraprese profonde riforme delle politiche agricole, finalizzate ad allentare la pressione sulle campagne che aveva caratterizzato il periodo staliniano. Anche nell'ambito della vita interna al partito furono modificate le abitudini consolidatesi nel periodo precedente, con il ritorno alla frequente convocazione del Comitato Centrale e la ribadita imprescindibilità della natura collegiale della leadership. Un altro ambito in cui fu tentata un'inversione di tendenza fu la politica estera, dove venne avviata una politica di distensione con lo scopo di smorzare le tensioni connesse alla guerra fredda e venne aperta la strada al riavvicinamento con la Jugoslavia dopo la grave crisi che aveva opposto Stalin a Tito.
Tra i processi riesaminati nel primo periodo post-staliniano vi fu l'affare di Leningrado, che fu giudicato appositamente fabbricato da Berija e dai suoi collaboratori; in questa fase emersero anche responsabilità di Malenkov, che fu in breve costretto a rassegnare le dimissioni dal ruolo di Presidente del Consiglio dei ministri, nel quale gli subentrò Bulganin. Ciò modificò gli equilibri a favore di Chruščёv e ribadì la posizione prioritaria del Partito rispetto agli altri organismi statali. Il potere del Primo segretario era comunque limitato dal Presidium, dove venivano assunte le decisioni più importanti e dove sedevano diversi avversari di Chruščёv, tra cui Molotov, Kaganovič e Vorošilov.

### Il rapporto segreto

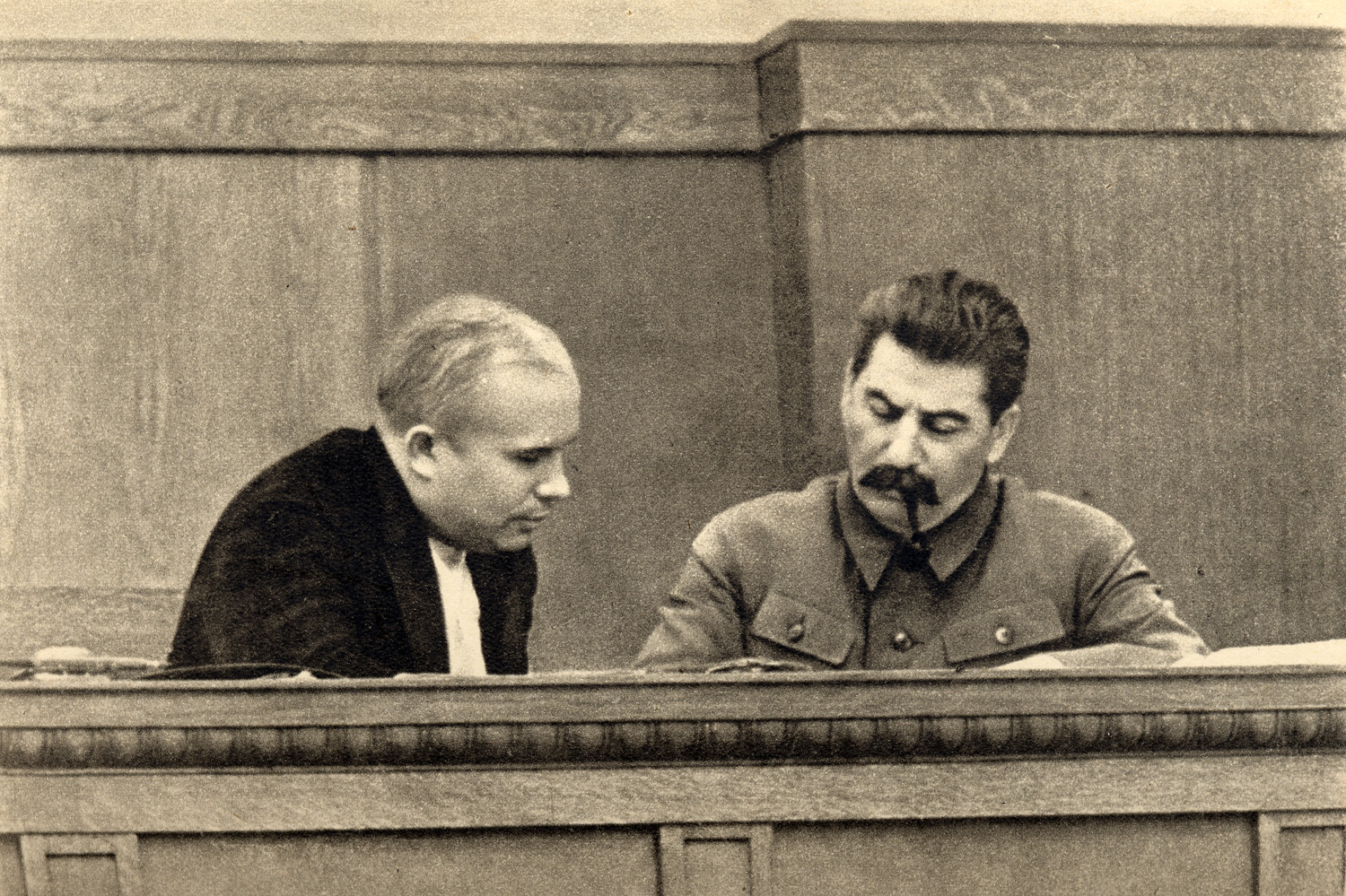
Chruščёv e Stalin negli anni trenta

Il XX Congresso del PCUS, che si tenne al Cremlino dal 14 al 25 febbraio 1956, segnò una tappa decisiva nella storia dell'URSS e del movimento comunista. Elemento cruciale fu il cosiddetto "rapporto segreto", dal titolo Sul culto della personalità e le sue conseguenze, letto da Chruščёv nel corso dell'ultima giornata di lavori, in una seduta riservata. Il documento condannava drasticamente l'operato di Stalin dal 1934 in poi, forniva dettagli sulle repressioni degli anni trenta e quaranta, criticava la direzione della prima fase della Grande guerra patriottica, analizzava i metodi con cui l'ex leader aveva concentrato il potere nelle proprie mani. Si trattava di una requisitoria durissima che lasciò ammutoliti i delegati; a seguire il Congresso votò una breve risoluzione incaricando il Comitato centrale di adottare le misure necessarie a superare il culto della personalità e liquidarne le conseguenze in tutti i settori.
Il rapporto, per quanto segreto, venne inviato a tutte le cellule del partito, e dopo le prime settimane ne fu estesa la lettura anche ad assemblee pubbliche, mentre la pubblicazione non fu permessa fino al 1989. Al contrario, all'estero il testo di Chruščёv venne dato alle stampe fin da subito per il tramite dei servizi di spionaggio statunitensi. In URSS venne invece pubblicata a fine giugno una delibera del Comitato centrale che spiegava che i gravi errori di Stalin non avevano alterato il carattere socialista della società sovietica né ridotto il valore positivo dell'opera storica del partito.
Conseguenza immediata del "rapporto segreto" fu lo sblocco delle procedure di revisione dei processi, che portò allo smantellamento dell'intero sistema penale politico dell'epoca staliniana, al ritorno nei luoghi di origine della maggior parte delle popolazioni deportate, al ripristino dei diritti civili, con la riammissione nel partito di molti espulsi o numerose riabilitazioni postume; ciò non riguardò tuttavia i principali oppositori politici protagonisti dei processi degli anni trenta.
Un altro risultato del XX Congresso fu che l'opinione pubblica sovietica perse la propria monoliticità politica e si divise tra stalinisti e antistalinisti, il che aprì la strada allo sviluppo di un «pluralismo semilegale» nella società e nel partito. Al mutamento di clima politico corrispose una maggiore circolazione di opere letterarie, aumentò il quantitativo di riviste storiche ed economiche, si accrebbe il numero di visitatori stranieri, gli organi istituzionali ripresero a riunirsi regolarmente e spesso i loro lavori erano accessibili, così come statistiche e altri dati sulla vita della società. Venne inoltre aumentato il potere decisionale in ambito amministrativo, economico, giuridico, scientifico da parte degli organi territoriali, dai quali era pretesa collegialità nella direzione. Chruščёv avviò successivamente numerose importanti riforme, tra cui quella del sistema giudiziario, allo scopo di concretizzare la promessa di una maggiore legalità avanzata al Congresso.
Nel frattempo, con la distruzione del mito di Stalin si era però spezzato il tradizionale legame di fiducia tra il Paese e il suo vertice, mentre grosse tensioni si erano venute a creare anche in campo internazionale: esse avevano avuto il loro culmine nelle sommosse operaie in Polonia e nella Rivoluzione ungherese. Chruščёv era divenuto oggetto di forti critiche e un tentativo di rimuoverlo dal vertice era stato organizzato nel 1957 da quello che sarebbe stato poi definito il "gruppo antipartito", formato da numerosi membri del Presidium. Il fallimento dell'operazione aveva portato alla conclusione della fase della direzione collegiale, cosicché Chruščёv aveva acquisito una posizione di netta preminenza, consolidata dall'ingresso nel Presidium, in qualità di membri effettivi o candidati, di diversi suoi sostenitori. Nonostante ciò, il suo potere non si sarebbe mai avvicinato a quello che era stato di Stalin, anche per la barriera psicologica che si era creata contro l'eccessivo prevalere di un solo individuo.

### Rilancio della destalinizzazione

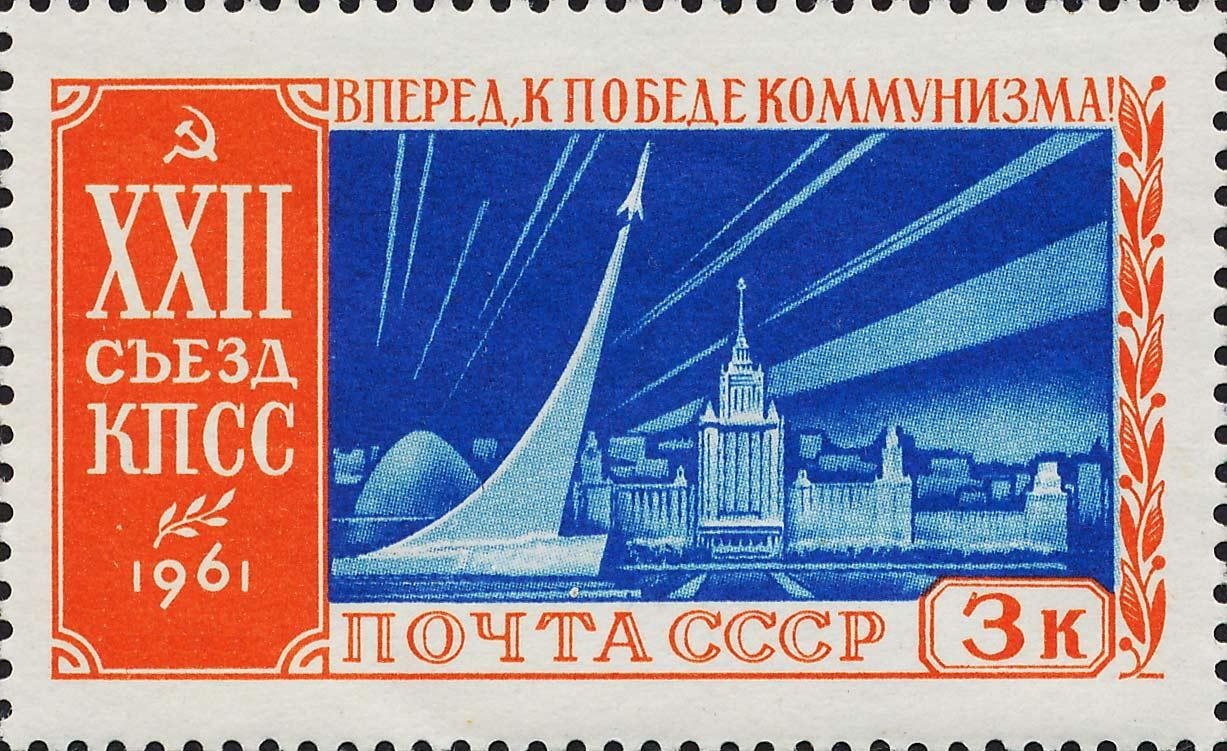
Francobollo sovietico dedicato al XXII Congresso del PCUS

Nell'ottobre del 1961, al XXII Congresso del PCUS, Chruščёv diede nuovo vigore alle sue critiche al passato staliniano. Affrontò l'argomento sia nella sua relazione introduttiva, insieme a un rinnovato attacco al "gruppo antipartito", sia nel discorso conclusivo. La nuova denuncia dei crimini di Stalin fu in questa occasione svolta pubblicamente e fu quindi diffusa ufficialmente dalla stampa; incontrò una società più preparata ad accoglierla rispetto al 1956 e aprì un periodo più fertile anche nell'ambito della ricerca storica. Si tradusse anche in gesti di particolare valore simbolico, come la rimozione della salma di Stalin dal mausoleo di Lenin il 31 ottobre 1961 e la ridenominazione della città di Stalingrado in Volgograd.
Nel periodo successivo vennero introdotti limiti di mandato nei ruoli dirigenziali nel partito e venne attenuata la censura. Tuttavia l'opposizione dei difensori dell'ortodossia ideologica fu solida e costrinse Chruščёv a battere in ritirata su più fronti: per esempio il Primo segretario non riuscì nel nuovo tentativo di ottenere la revisione dei processi del 1936-1938 e la riabilitazione di Bucharin e degli altri condannati, a cui si sarebbe giunti solo nel periodo della Perestrojka.
Intanto si ebbe la definitiva rottura con il Partito Comunista Cinese, i contrasti con il quale, iniziati ormai da qualche anno, si palesarono al XXII Congresso. Alla critica di Chruščёv al Partito del Lavoro d'Albania, filostalinista, Zhou Enlai replicò parlando di un comportamento sovietico non serio e non marxista-leninista, e tra il 1962 e il 1963 il movimento comunista internazionale si spaccò definitivamente.

## Epilogo
I problemi internazionali, dalla crisi con la Cina a quella dei missili di Cuba, i risultati negativi delle riforme in campo agricolo, la controffensiva in atto sul piano ideologico ampliarono il fronte degli avversari di Chruščёv, che venne rimosso nell'ottobre 1964 al termine di un'operazione gestita dal Presidente del Presidium del Soviet Supremo Leonid Brežnev e dai capi del Comitato per il controllo partitico-statale Aleksandr Šelepin e del KGB Vladimir Semičastnyj.
Con la nuova dirigenza collettiva, incentrata sulle figure di Kosygin, Suslov e Brežnev, si interruppe il periodo marcatamente antistalinista al vertice del partito e del Paese, ma non vennero accolte le proposte di chi puntava alla liquidazione di tutti gli effetti del disgelo e alla riabilitazione di Stalin. A sostegno della posizione dei cosiddetti neostalinisti vi era l'obiettivo di ripristinare l'unità tanto nella società sovietica, quanto nel movimento comunista internazionale, in particolare con un miglioramento dei rapporti con la Cina e con l'Albania. I vertici del PCUS e dell'URSS scelsero invece di non acuire lo scontro intorno alla figura di Stalin, cosicché sia il nome del leader georgiano che quello di Chruščëv cominciarono a comparire il meno possibile nelle pubblicazioni ufficiali.